# ريتشل هوكينز
ريتشل هوكينز (بالإنجليزية: Rachel Hawkins)‏ هي كاتِبة أمريكية، ولدت في 23 نوفمبر 1979.